# Monohelea roraimensis
Monohelea roraimensis är en tvåvingeart som beskrevs av Felippe-bauer 1991. Monohelea roraimensis ingår i släktet Monohelea och familjen svidknott. Inga underarter finns listade i Catalogue of Life.